# Себхет-эль-Мелах
Себхет-эль-Мелах (араб. شط الحضنة‎) — бессточное солёное озеро на западе Алжира в вилайете Бешар. В озеро впадает Уэд-эс-Суирег. Вдоль северо-восточного берега озера простирается горный хребет Угарта, отделяющий озеро от песчаной пустыни Большой Западный Эрг.
Озеро имеет неустойчивый уровень воды, поэтому его размеры являются изменчивыми. В среднем оно достигает 25 км в длину и 5 км в ширину. Максимальная измеренная длина — 36 км, максимальная ширина — 7 км.